# Манаслу
Манаслу (также Кутанг, непальск. मनास्लु) — гора в Гималаях, главная вершина которой (8163 м) — восьмой по высоте восьмитысячник мира. Манаслу входит в состав горного массива Мансири-Гимал (также известного под именем Манаслу-Гимал), расположенного на севере центральной части Непала.

## География
У Манаслу выделяют три вершины:
| Вершина           | Высота, м | Координаты                      |
| ----------------- | --------- | ------------------------------- |
| Манаслу           | 8163      | 28°33′00″ с. ш. 84°33′35″ в. д. |
| Манаслу Восточная | 7992      | 28°33′ с. ш. 84°34′ в. д.       |
| Манаслу Северная  | 6994      | 28°35′ с. ш. 84°33′ в. д.       |

## Этимология
Название Манаслу переводится с санскрита как «Гора духов» (от Манаса — дух, душа).

## История восхождений
На сегодняшний день (2015 год) на вершину Манаслу было проложено 10 различных маршрутов.
- 1950 — Тильман сделал первую рекогносцировку горы, отметив наличие возможного подъёма с северо-востока.
- 1952 — Японская экспедиция по рекогносцировке достигла высоты 5275 м с востока.
- 1953 — Первая попытка штурма японской экспедицией из 15 альпинистов, трое достигли высоты 7750 м и вернулись.
- 1956 — Первое восхождение японской экспедиции — Тосио Иманиси (Япония) и Гьялзен Норбу (шерпа).
- 1971 — 4 мая гибель корейца Ким Хо-Супа.
- 1972 — Гибель 16 человек корейской экспедиции (включая 10 шерп и руководителя-японца) — лавина засыпала лагерь на высоте 6950 м.
- 1984 — 12 января первое зимнее восхождение. Польские альпинисты Рышард Гаевски и Мачей Бербека впервые прошли с Восточной вершины Манаслу (7992 м) до Главной вершины Манаслу (8163 м).
- 1990 —  7 октября 1990 года на высоте 7400 м погибли 3 казахстанских альпиниста: Григорий Луняков, Зинур Халитов, Мурат Галиев.
- 1991 — Украинская экспедиция. Восхождение делается по ЮЗ гребню в альпийском стиле тройкой: Алексей Макаров, Виктор Пастух и Игорь Свергун. Полный траверс вершины со спуском по классическому («японскому») маршруту.
- 1993 — Гибель альпинистов российской экспедиции с Камчатки: Игорь Хмиляр (21 октября, h = 7300), Сергей Ядрышников (23 октября, h = 6500).
- 2006 — дважды на 8156 м, 24 апреля — по классическому пути и 5 мая — первопроход по северо-восточному склону в альпийском стиле, категория 6А Денис Урубко и Сергей Самойлов
- 2006 — 29 мая австралийка Сью Фиа погибла, упав в трещину при спуске с вершины.
- 2012 — 23 сентября 2012 года в 4:45 утра, сошедшая со склонов горы Манаслу лавина унесла жизни 12 альпинистов. Примерно в 4:45 утра лавина всей своей мощью обрушилась на высотный лагерь Camp3 (6800 м) и Camp2 (6300м). По данным Ассоциации альпинизма Непала всего официально погибшими считаются 12 человек: 9 тел были найдены и транспортированы в Катманду, 3 альпиниста считаются пропавшими без вести и найти их живыми не представляется возможным[5].
- 2014 — 25 сентября. Польский альпинист Анджей Баргель устанавливает рекорд восхождения на восьмитысячник Манаслу: из базового лагеря (4800 м) на вершину горы (8156 м) по стандартному маршруту ему удалось забежать за 14 часов и 5 минут. Спустившись на лыжах с вершины горы, Анджей установил ещё один рекорд: полный подъём и спуск на Манаслу за 21 час 14 минут[6].
- 2015 — 1 октября. 18 летняя альпинистка из Японии Марин Минамая (Marin Minamaya) стала самой молодой женщиной на вершине этого восьмитысячника, побив предыдущий рекорд 21 летней англичанки Бониты Норрис[7].
- 2017 — 28 сентября. Российские альпинисты Виталий Лазо и Антон Пуговкин совершили восхождение без кислорода, спустились с вершины на горных лыжах (с вершины до отметки 7400 метров и с отметки 7200 до 6200 метров)[8][9].
- 2019 — 27 сентября. Итальянский альпинист и профессиональный горный гид Француа Казанелли (François Cazzanelli) установил скоростной рекорд в восхождении на вершину. Он поднялся по стандартному маршруту и спустился с вершины за 17 часов и 43 минуты[10].
- 2019 — 28 сентября. Итальянская альпинистка Кристина Пиолини (Cristina Piolini) стала первой женщиной, которая спустилась с вершины Манаслу на лыжах: с вершины во второй высотный лагерь (с промежуточной остановкой в четвёртом лагере); с отметки второго лагеря она пешком прошла ниже серака и далее спустилась на лыжах в первый лагерь[11].
- 2021 — 2 октября. Россиянин Рустам Набиев становится первым человеком, поднявшимся на Манаслу только на руках[12].
- 2022 — 26 сентября. Американка Хилари Нельсон[англ.] упала в ледяное ущелье во время спуска на лыжах с вершины Манаслу. 28 сентября её тело было обнаружено спасателями и доставлено в базовый лагерь.

Манаслу считается опасным пиком, так как уровень смертности альпинистов достаточно высок, он составляет 17,8 % (за историю восхождений).

## Туризм
Манаслу и окружающие его территории входят в состав Национального парка Манаслу (англ. Manaslu Conservation Area), основанного в 1998 году. По Национальному парку проходит пеший туристский маршрут «Трек вокруг Манаслу». Продолжительность похода по маршруту — около 14 дней, наивысшая точка — перевал Ларкья-Ла (5200 м).

## Галерея

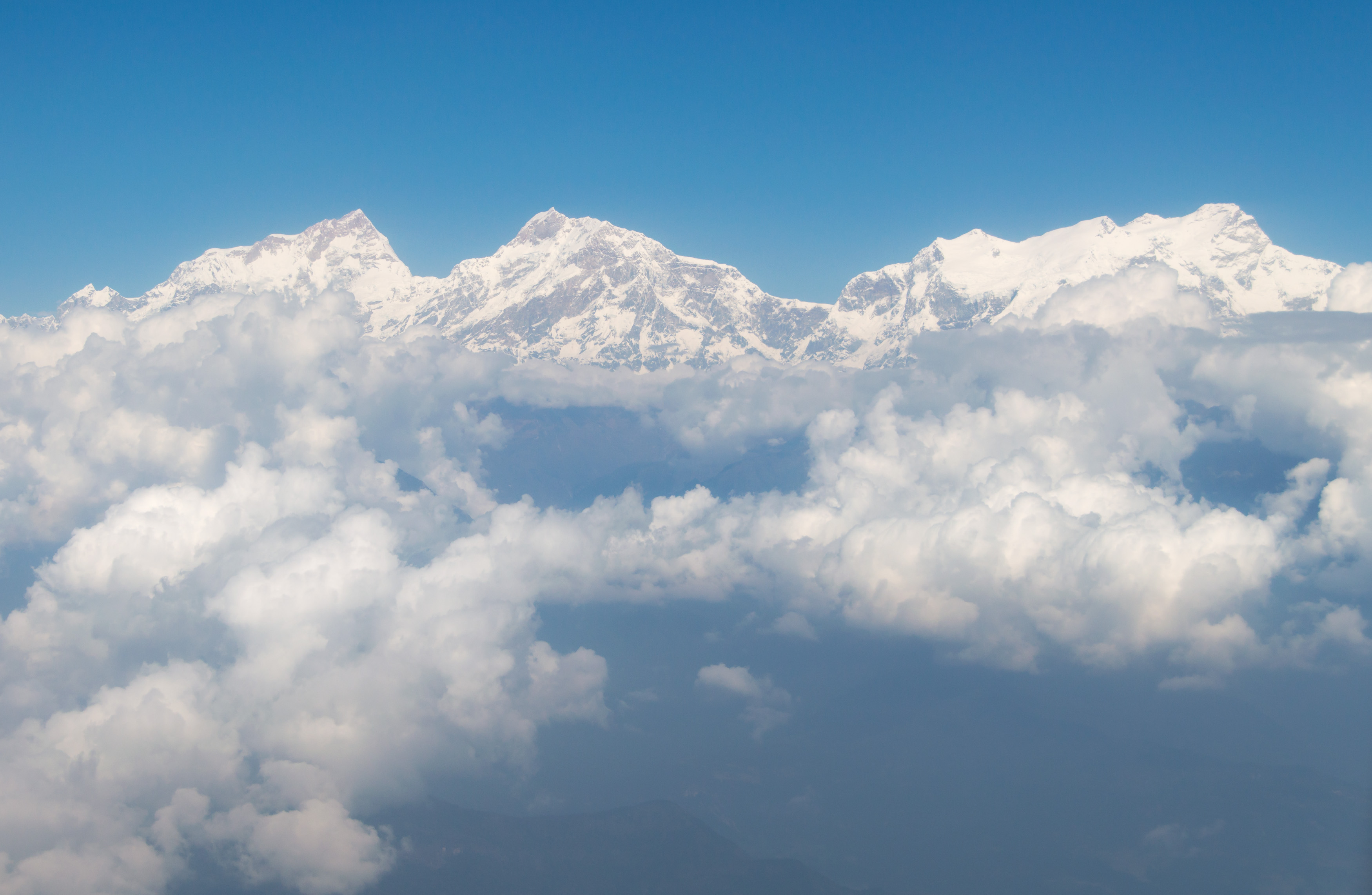
Мансири-Гимал, вершины слева направо: Манаслу, Нгади-Чули, Гималчули
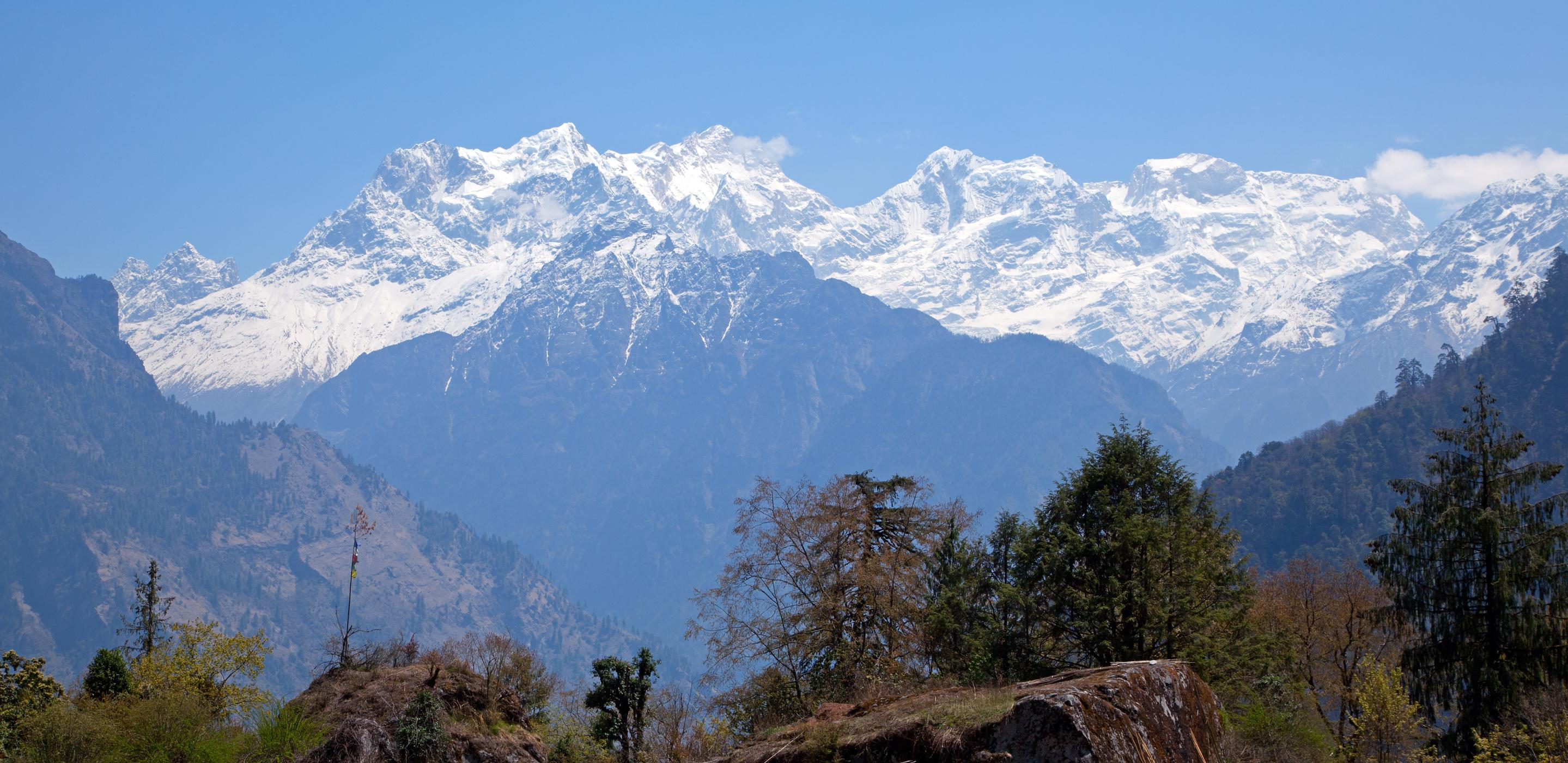
Мансири-Гимал, вид из долины реки Марсъянди. Манаслу — третий пик слева
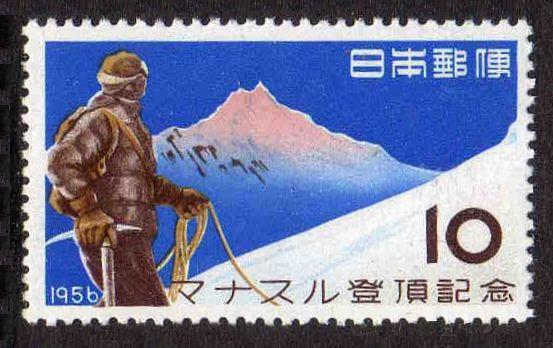
Почтовая марка Японии 1956 года, посвящённая покорению Манаслу